# Chikkanayakanahalli, Krishnarajanagara
Chikkanayakanahalli là một làng thuộc tehsil Krishnarajanagara, huyện Mysore, bang Karnataka, Ấn Độ.